# Sigmoidoscopia

Sigmoidoscopia é um exame médico minimalmente invasivo do intestino grosso, do reto até o cólon sigmoide. Não deve ser confundida com colonoscopia, um procedimento similar, mas que analisa todo o sistema colorretal.